# Ilustrator

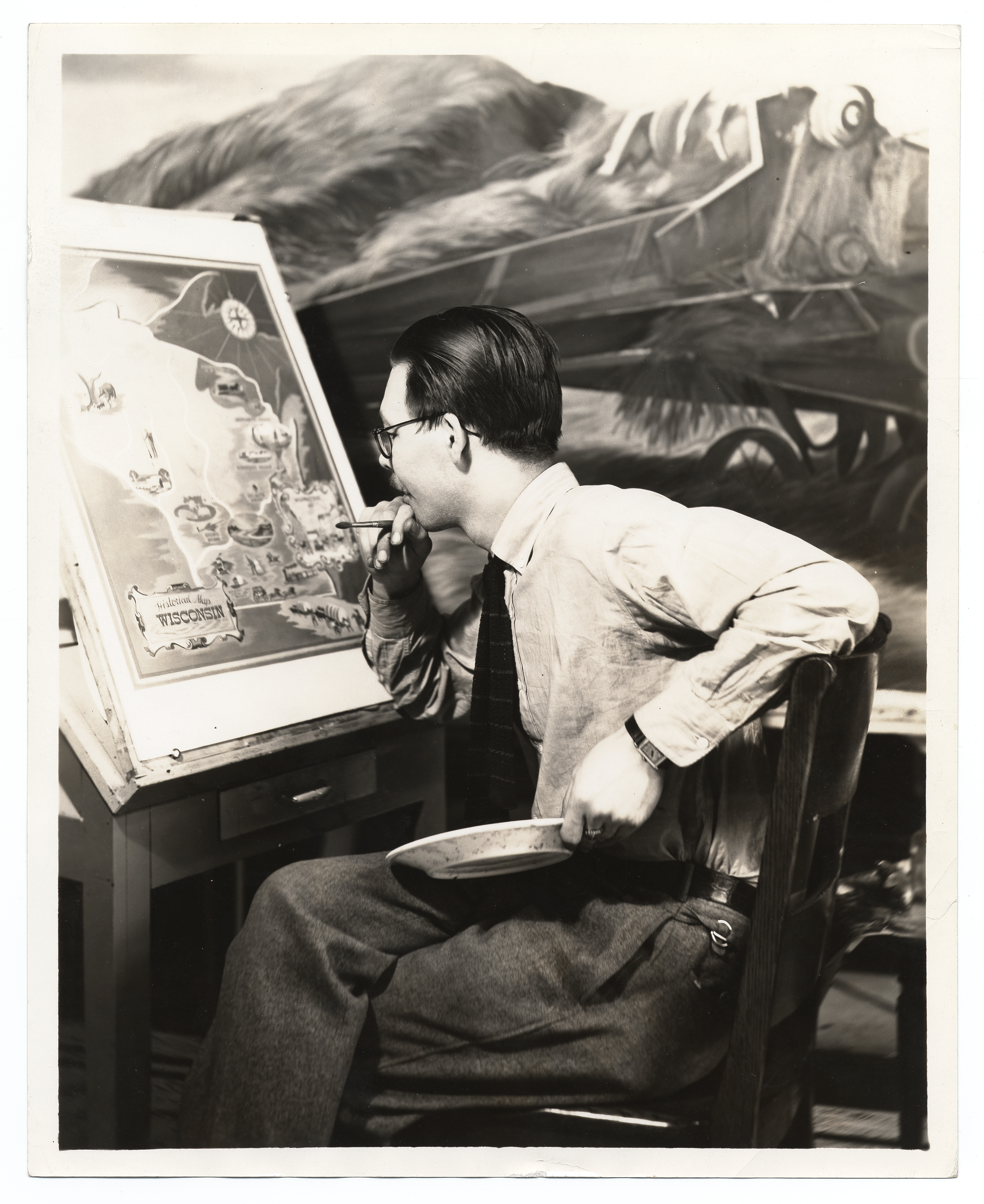
Artysta Richard Jansen pracuje nad szkicem muralu do historycznej mapy stanu Wisconsin (1938)

Ilustrator – artysta specjalizujący się we wspomaganiu napisanego tekstu lub wyjaśnianiu pojęć, zapewniający wizualną reprezentację treści związanej z tekstem lub pomysłem. Ilustracja może być przeznaczona do wyjaśnienia skomplikowanych pojęć lub zobrazowania przedmiotów, które są trudne do opisania tekstowo, co jest powodem, że ilustracje są często spotykane w książkach dla dzieci.
Ilustracja jest sztuką tworzenia obrazów, które działają z tekstem i dodają do niego walory estetyczne i edukacyjne bez potrzeby odwracania bezpośredniej uwagi od tego, co wnosi tekst. Inną rzeczą jest skupienie uwagi, a rolą ilustracji jest dodanie osobowości i charakteru bez konkurowania z tekstem.
Ilustracje zostały wykorzystane w reklamach, kartach okolicznościowych, plakatach, książkach, powieściach graficznych, scenorysach, podręcznikach, magazynach, książkach obrazkowych, koszulkach, grach wideo, tutorialach i gazetach.